# Trofeo Festa Patronale
Le Trofeo Festa Patronale est une course cycliste italienne disputée autour de Castiglion Fibocchi, en Toscane. Elle est organisée par l'Unione Sportiva Fracor.

## Palmarès depuis 2004
| Année | Vainqueur                  | Deuxième              | Troisième              |
| ----- | -------------------------- | --------------------- | ---------------------- |
| 2004  | Manuele Spadi              | Rino Zampilli         | Marco Pelosini         |
| 2005  | Boris Shpilevsky           | Carmelo Pantò         | Leonardo Pinizzotto    |
| 2006  | Anton Knyazhev             | Giuseppe Di Salvo     | Mirko Selvaggi         |
| 2007  | Marcello Pavarin           | Matteo Scaroni        | Massimo Graziato       |
| 2008  | Leonardo Pinizzotto        | Teddy Turini          | Paolo Ciavatta         |
| 2009  | Carlos Quintero            | Alexander Zhdanov     | Francesco Lasca        |
| 2010  | Lorenzo Bani               | Alexander Serebryakov | Giuseppe Di Salvo      |
| 2011  | Marco Zamparella           | Andrea Fedi           | Julián Arredondo       |
| 2012  | Francesco Manuel Bongiorno | Federico Scotti       | Adriano Brogi          |
| 2013  | Dario Mantelli             | Marco Bernardinetti   | Danilo Celano          |
| 2014  | Marlen Zmorka              | Antonio Di Sante      | Filippo Rudi           |
| 2015  | Pierpaolo Ficara           | Marco Bernardinetti   | Mirko Trosino          |
| 2016  | Matteo Grassi              | Claudio Longhitano    | Simone Bernardini (en) |
| 2017  | pas de course              | pas de course         | pas de course          |
| 2018  | Gabriele Benedetti         | Jacopo Menegotto      | Luca Paladin           |
| 2019  | Andrea Piccolo             | Gianmarco Garofoli    | Sebastian Kajamini     |